# 高円寺北
高円寺北（こうえんじきた）は、東京都杉並区にある地名。現行行政地名は、高円寺北一丁目から高円寺北四丁目。住居表示実施済み区域。高円寺の一部である。

## 地理
地域北部で、一丁目から四丁目まである。北隣は中野区大和町と野方。東部は中野区中野に、南部はJR中央線の線路を境に杉並区の高円寺南と阿佐谷南にそれぞれ接する。西隣は杉並区阿佐谷北である。高円寺北一丁目と二丁目を分ける形で環七通りが縦貫している。高円寺駅の北側に当たり、駅周辺に商店などが広がる他は住宅地になっている。

### 地価
住宅地の地価は、2025年（令和7年）1月1日の公示地価によれば、高円寺北2-26-6の地点で75万9000円/m2、高円寺北3-26-14の地点で64万2000円/m2となっている。

## 世帯数と人口
2025年（令和7年）3月1日現在（杉並区発表）の世帯数と人口は以下の通りである。
| 丁目           | 世帯数     | 人口     |
| -------------- | ---------- | -------- |
| 高円寺北一丁目 | 1,597世帯  | 2,544人  |
| 高円寺北二丁目 | 3,266世帯  | 4,409人  |
| 高円寺北三丁目 | 4,162世帯  | 5,874人  |
| 高円寺北四丁目 | 2,367世帯  | 3,552人  |
| 計             | 11,392世帯 | 16,379人 |

### 人口の変遷
国勢調査による人口の推移。
| 年                 | 人口   |
| ------------------ | ------ |
| 1995年（平成7年）  | 15,961 |
| 2000年（平成12年） | 15,836 |
| 2005年（平成17年） | 15,669 |
| 2010年（平成22年） | 16,910 |
| 2015年（平成27年） | 16,417 |
| 2020年（令和2年）  | 17,137 |

### 世帯数の変遷
国勢調査による世帯数の推移。
| 年                 | 世帯数 |
| ------------------ | ------ |
| 1995年（平成7年）  | 9,143  |
| 2000年（平成12年） | 9,548  |
| 2005年（平成17年） | 10,019 |
| 2010年（平成22年） | 11,029 |
| 2015年（平成27年） | 10,840 |
| 2020年（令和2年）  | 11,580 |

## 学区
区立小・中学校に通う場合、学区は以下の通りとなる（2021年4月時点）。
| 丁目           | 番地                                | 小学校             | 中学校             |
| -------------- | ----------------------------------- | ------------------ | ------------------ |
| 高円寺北一丁目 | 全域                                | 高円寺小学校       | 高円寺中学校       |
| 高円寺北二丁目 | 全域                                | 高円寺小学校       | 高円寺中学校       |
| 高円寺北三丁目 | 1～4番、17～25番 32～35番、43～45番 | 高円寺小学校       | 高円寺中学校       |
| 高円寺北三丁目 | 5～16番、26～31番 36～42番          | 杉並区立馬橋小学校 | 杉並区立杉森中学校 |
| 高円寺北四丁目 | 全域                                | 杉並区立馬橋小学校 | 杉並区立杉森中学校 |

## 事業所
2021年（令和3年）現在の経済センサス調査による事業所数と従業員数は以下の通りである。
| 丁目           | 事業所数  | 従業員数 |
| -------------- | --------- | -------- |
| 高円寺北一丁目 | 60事業所  | 640人    |
| 高円寺北二丁目 | 430事業所 | 4,192人  |
| 高円寺北三丁目 | 375事業所 | 1,861人  |
| 高円寺北四丁目 | 62事業所  | 287人    |
| 計             | 927事業所 | 6,980人  |

### 事業者数の変遷
経済センサスによる事業所数の推移。
| 年                 | 事業者数 |
| ------------------ | -------- |
| 2016年（平成28年） | 962      |
| 2021年（令和3年）  | 927      |

### 従業員数の変遷
経済センサスによる従業員数の推移。
| 年                 | 従業員数 |
| ------------------ | -------- |
| 2016年（平成28年） | 6,074    |
| 2021年（令和3年）  | 6,980    |

## 交通

### 鉄道
| 街区内に設置の駅                                         |
| -------------------------------------------------------- |
| JR中央線 JR中央・総武線各駅停車 - 高円寺駅(JC 07)(JB 06) |

## 施設
- 馬橋公園
- 杉並区立小中一貫教育校高円寺学園
- 杉並区立馬橋小学校
- 杉並区立高円寺学園

## その他

### 日本郵便
- 郵便番号 : 166-0002[3]（集配局 : 杉並郵便局[15]）。